# Danganronpa
Danganronpa (japonês:ダンガンロンパ) é uma franquia de videogame japonesa criado por Kazutaka Kodaka e desenvolvido e sendo da propriedade de Spike Chunsoft (anteriormente conhecida como Spike). A série envolve um grupo de estudantes do ensino médio que são forçados a se matar por um urso chamado Monokuma. A jogabilidade apresenta uma mistura de aventura, romance visual e elementos de simulação de namoro. O primeiro jogo, Danganronpa: Trigger Happy Havoc, foi lançado para o PlayStation Portable em 2010.
O cenário original foi escrito por Kodaka, que pretendia criar um jogo de aventura sombrio. O conceito original foi rejeitado por ser muito horrível, mas foi aprovado mais tarde após a reformulação. A série se transformou em uma franquia que inclui mangá, anime e romances. A franquia se tornou um dos trabalhos de maior sucesso de Spike, já que eles terceirizavam seus trabalhos.
A série recebeu muitas críticas positivas da crítica, elogiando os personagens, o tom e a atmosfera da série. Os designs de personagens de Rui Komatsuzaki se tornaram populares para cosplay. O trabalho de Kodaka também inspirou membros da equipe do estúdio Pierrot na produção de um anime intitulado Akudama Drive . Em 2020, a série Danganronpa atingiu 3,5 milhões de cópias vendidas em todo o mundo.

## Premissa
A série gira em torno de uma escola secundária de elite, Hope's Peak Academy (希望 ヶ 峰 学園, Kibōgamine Gakuen , lit. Kibogamine Academy) , que, todos os anos, busca alunos "Ultimate" (超高 校級, chō-kōkō-kyū , lit. Nível Super High School) , alunos talentosos do ensino médio que estão no topo de sua área, junto com um "Ultimate Lucky Student" que é escolhido por sorteio.
Em Danganronpa: Trigger Happy Havoc , Makoto Naegi , o protagonista, é um estudante médio selecionado para ingressar na Hope's Peak Academy. Ele chega à escola apenas para perder a consciência e depois se vê preso dentro dela, junto com outros quatorze alunos. Lá, um urso sádico de controle remoto chamado Monokuma anuncia que os alunos serão forçados a morar na escola para sempre, oferecendo apenas uma maneira de "se formar": assassinar outro aluno e se safar. Quando uma cena de crime é descoberta, um "julgamento em classe" (学級裁判, gakkyū saiban ) é realizada, na qual os alunos restantes devem discutir entre si quem é o assassino. Se eles descobrirem com sucesso quem matou a vítima, o culpado sozinho será executado. No entanto, se adivinharem incorretamente, o culpado poderá deixar a escola e todos os demais serão executados. Este jogo também foi adaptado para o anime Danganronpa: The Animation .
A sequência, Danganronpa 2: Goodbye Despair, tem uma premissa semelhante, desta vez ocorrendo em uma ilha tropical conhecida como Jabberwock (ジ ャ バ ウ ォ ッ ク 島, Jabawokku-tō). Hajime Hinata, um aluno que não tem memória de seu talento Ultimate, junto com outros quinze alunos, é levado até lá por uma coelho chamado Usami, que afirma ser uma viagem de campo para ajudar os colegas a fazerem amigos. No entanto, Monokuma interfere mais uma vez, transformando-o em outro jogo de matar.
Danganronpa Another Episode: Ultra Despair Girls, que se passa entre os eventos dos dois primeiros jogos, segue a irmã mais nova de Makoto, Komaru Naegi, acompanhada por Toko Fukawa , enquanto ambos viajam por uma cidade governada pela influência de Monokuma, lutando contra um grupo de crianças assassinas que se autodenominam Guerreiros da Esperança.
A série de anime, Danganronpa 3: The End of Hope's Peak High School , serve como prólogo e epílogo para o enredo da Hope's Peak Academy apresentado nos jogos mencionados. A série é dividida em dois arcos: Despair Arc, que é uma prequela de Goodbye Despair , e Future Arc, que é uma sequência de Goodbye Despair , e um epílogo Hope Arc . Em Despair Arc , a aluna do Hope's Peak, Chisa Yukizome, aceita uma posição como professora de sala de aula em sua alma mater para ficar de olho nas atividades suspeitas realizadas pela escola. No Lado Futuro, Makoto, junto com os sobreviventes do primeiro jogo de matar e membros da Fundação do Futuro, são forçados a outro jogo de matar uns contra os outros. 
Danganronpa V3: Killing Harmony apresenta um novo enredo e dois protagonistas, Kaede Akamatsu e Shuichi Saihara. Eles ficam presos na "Ultimate Academy for Gifted Juveniles" e forçados a participar de um jogo de matar por Monokuma e seus "filhos", os Monokubs. Esta sequência é apenas vagamente relacionada ao enredo da Hope's Peak Academy, como acontece em um futuro distante.
Danganronpa S: Ultimate Summer Camp é uma versão expandida do mini game Ultimate Talent Development Plan e Despair Dungeon: Monokuma's Test de Danganronpa V3: Killing Harmony

## Jogabilidade
A jogabilidade nos jogos Danganronpa principais é dividida em três seções principais: Vida Diária, Vida Mortal e Teste de Classe. O Daily Life segue um estilo de romance visual padrão conforme os jogadores exploram o terreno da escola, conversam com os personagens e progridem na história. Durante as seções designadas de "Tempo Livre", os jogadores podem interagir com um personagem de sua escolha, aprendendo mais sobre ele e ganhando novas habilidades que podem ajudá-lo no Teste de Classe. Deadly Life é a parte da história da investigação pós-assassinato, na qual os jogadores procuram por pistas e reúnem evidências para o Julgamento de Classe.
O Class Trial é o principal modo de jogo da série, no qual os alunos tentam determinar o culpado. Isso envolve vários tipos de minijogos, sendo o mais comum o Debate Ininterrupto. Aqui, os personagens discutem o caso em tempo real, e o jogador deve detectar contradições em suas declarações e atirar nelas usando "Balas da Verdade" contendo as evidências correspondentes. Outros tipos de jogabilidade incluem cartas de atirar para soletrar uma pista, apertar botões rítmicos para argumentar contra um personagem e construir uma história em quadrinhos que descreve os eventos de um assassinato.

## Desenvolvimento
Em Spike Chunsoft, Kodaka, ele propôs uma ideia à empresa que ficou conhecida como Distrust. O conceito era semelhante ao de Danganronpa , um jogo de morte no estilo Battle Royale em um ambiente fechado entre alunos do ensino médio, mas a ideia era horrível demais e, consequentemente, foi descartada. Depois de ajustar o conceito, Kodaka apresentou-o com sucesso para a empresa e o jogo entrou em produção, tornando-se Danganronpa .A jogabilidade foi intitulada "Stylish High-Speed Reasoning Action", enquanto o elenco foi projetado sob a ideia de "psycho pop" com influências do cantor japonês X Japan's que escolheram que o sangue seria tingido de rosa pelo estilo. A palavra "Danganronpa" originou-se do designer de personagens Rie Komatsuzaki, que foi primeiro escrito em kanji, mas mais tarde foi levado a katakana para o logotipo.
O primeiro jogo da série, intitulado Danganronpa: Kibō no Gakuen para Zetsubō no Kōkōsei , foi produzido por Yoshinori Terasawa, que foi inspirado em filmes como Saw e Cube . O jogo usa um estilo distinto de "pop art" com sangue rosa fluorescente. O cenário do jogo foi escrito por Kodaka, com desenhos de personagens de Rui Komatsuzaki. Em fevereiro de 2014, Kodaka revelou em sua conta no Twitter que a história de Danganronpa foi inspirada no jogo Illbleed da Sega Dreamcast , pois ele amava como era "louco". O jogo foi originalmente concebido como um romance visual básico, mas, à medida que os romances visuais estavam se tornando menos populares, novos elementos de jogabilidade foram adicionados para fazê-lo se destacar. Devido a problemas de orçamento, algumas linhas não receberam dublagem, o que deixou Ogata com o desejo de fazer algumas linhas importantes em retrospectiva. Ela sentiu uma sensação semelhante com a adaptação do anime, pois ela sentiu que estava muito cortado. Kodaka afirmou que algumas linhas não eram adequadas a Makoto, como quando o jogador está explorando uma área. Como resultado, ele também sentiu que teriam acrescentado linhas mais adequadas se Spike tivesse o orçamento para o jogo. O jogo foi originalmente lançado para PlayStation Portable no Japão em 25 de novembro de 2010, e mais tarde foi portado para iOS e Android em 20 de agosto de 2012. Antes do lançamento do jogo, a empresa lançou vários materiais promocionais, incluindo uma demo jogável e trailers, que retratavam uma vítima diferente do jogo final.
Após a criação do primeiro jogo Danganronpa , não havia planos para uma sequência. No entanto, a equipe se dividiu em grupos diferentes para fazer outros projetos. Inicialmente relutante, Kodaka sentiu-se atraído pela ideia de criar os romances Danganronpa Zero . Terasawa abordou Kodaka com a ideia de uma sequência em alguns meses. Kodaka escreveu Zero e Goodbye Despair ao mesmo tempo. Em retrospecto, Kodaka considera os romances como necessitando de um trabalho mais estruturante ao compará-los com o jogo. Ele escreveu elementos que duvidava desde o primeiro jogo no romance, bem como mais dicas sobre Goodbye Despair . Como resultado, Kodaka recomenda aos jogadores que primeiro leiam Zero antes de jogar a sequência. Em 9 de setembro de 2013, Spike Chunsoft anunciou um título spin-off da série, Danganronpa Another Episode: Ultra Despair Girls , que foi lançado na Vita em 25 de setembro de 2014 e na América do Norte e Europa em setembro de 2015. O jogo foi revelado em setembro de 2015 como Danganronpa V3: Killing Harmony para PlayStation 4 e Vita, que foi lançado posteriormente em 2017. O jogo foi desenvolvido ao mesmo tempo que a produção da série de anime Danganronpa 3: The End of Hope's Peak High School , que Terasawa e Kodaka descreveram como sendo difícil; eles ainda tentam desenvolver ambos os projetos sem fazer quaisquer concessões, já que essa oportunidade não surge com frequência. O "V3" do título do jogo foi escolhido para diferenciá-lo do anime. Terasawa e Kodaka descreveram o nível de produção do jogo como sendo muito maior do que os jogos anteriores da série.

### Temas
De acordo com Kodaka, os dois primeiros jogos se concentram principalmente nas idéias de "esperança" e "desespero". O elenco do primeiro jogo sofre o tema posterior ao ser forçado a matar um ao outro na batalha real de Monokuma. Kodaka afirma ser os jogadores "para retratar a disparidade enfrentada quando alguém mata outra pessoa e, ao mesmo tempo, retrata a esperança de um dia alcançar a salvação". Embora o jogo compartilhe características do romance Battle Royale de 1999 de Koushun Takami , Kodaka teve como objetivo fornecer idéias diferentes ao escrever o roteiro. Originalmente, a atriz de voz Megumi Ogata que faz a voz de Makoto Naegi também comentou sobre esses temas; Ogata sentiu que Makoto incorpora a filosofia da esperança ao trazê-la para a narrativa e o cenário.
Analisando esses temas mais detalhadamente, Ogata disse que Danganronpa frequentemente toca em elementos de desespero e esperança. Os personagens experimentam "desespero" enquanto estão presos na escola e Makoto fornece mais apoio emocional ao elenco ao longo da história, dando à atriz uma mensagem muito mais otimista de que os alunos vão sobreviver. Em Goodbye Despair, um novo personagem chamado Nagito Komaeda foi apresentado com o mesmo talento de Makoto. No entanto, a equipe os considerou opostos com base em seus ideais de "esperança". Em contraste com os ideais heroicos de Makoto de obter esperança, Nagito em vez disso abraça a ideia de desespero, acreditando que de qualquer trabalho corrompido o elenco pode encontrar a salvação. O anime End of Hope's Peak Academy apresenta um rival de Makoto chamado Kyosuke Munakata, que compartilha ideais semelhantes, mas é corrompido devido à morte de seus amigos e, portanto, contradiz os ideais de Makoto. Ao longo da história, Makoto carrega o "fardo da esperança", independentemente de quão difíceis sejam seus desafios, permitindo-lhe redimir Kyosuke.
Para o terceiro e último jogo, Danganronpa V3: Killing Harmony , Kodaka decidiu se concentrar em um novo tema: "mentira". Isso é representado por meio de mistérios e surpresas que o jogador obtém durante o jogo. Kodaka afirma que os jogos entenderiam os ideais das mentiras quando apresentados aos culpados. Ele foi inspirado por um jogo semelhante ao da máfia, onde as respostas não são fornecidas ao jogador e, portanto, queria que Danganronpa passasse por esse estilo em termos de escrita. Isso é apresentado principalmente durante os novos elementos de jogabilidade de Killing Harmony já que o jogador pode entrar em rotas ocultas ao interagir com o resto do elenco. No entanto, Kodaka tinha sentimentos contraditórios sobre isso, achando que seria uma narrativa forçada. Kodaka também se absteve de expandir o tema do romance no jogo, pois sentiu que o elenco pareceria fraco se isso fosse implementado. 

### Localização
Os jogos foram localizados pela NIS America. Devido à pouca popularidade de jogos terceirizados por DmC: Devil May Cry or Dead Rising , Spike queria que o Danganronpa permanecesse fiel ao seu lançamento japonês, com Spike Chunsoft CEO Mitsutoshi Sakurai dizendo que os fãs ocidentais pareciam abraçar os jogos japoneses como a série Final Fantasy . Devido a atrasos na sua execução, traduções de fãs do primeiro jogo estavam presentes na internet antes que a NIS America tratasse do projeto. Pequenas alterações foram feitas nos nomes dos personagens, mas a equipe sentiu que pretendia que o projeto fosse o mais fiel e acessível aos jogadores ocidentais. O único pedido de Spike ao NIS America foi manter o nome do Monokuma intacto. Devido à premissa envolvendo mistério, a NIS America estava guardando pistas e ao mesmo tempo tornando os Class Trials tão desafiadores quanto os originais do Japão. Enquanto o elenco inglês não causou dificuldades, Toko Fukawa foi a mais desafiadora de encontrar, já que o personagem tem um alter ego com personalidade psicopata, Genocider Jack. Monokuma foi mantido intacto para torná-lo engraçado e ao mesmo tempo ameaçador, algo que a equipe gostou.
Goodbye Despair foi mais desafiador de localizar do que o jogo original devido à extensão da narrativa. A equipe original tentou trabalhar junto novamente no projeto para se familiarizar com os conceitos da série. Com relação às mudanças que a NIS America fez, Spike Chunsoft apoiou as ideias que eles forneceram. A produtora e assistentes de produção estiveram em contato direto com os criadores originais da série, fazendo com que a interação entre a equipe fosse rápida. Um exemplo foi da Sonia Nevermind, os traços dela foram alterados devido à forma de como na versão japonesa ela usava termos dos anos 1980 e 1990 do Japão. A equipe estava preocupada se seus bordões deveriam ser mantidos intactos para a versão ocidental. Fuyuhiko também foi desafiador para dublar como resultado de sua personalidade inicial severa. O casting foi feito com a ajuda da Bang Zoom! . Da mesma forma, Nagito Komaeda era difícil de dublar devido à sua personalidade multifacetada. Como na versão japonesa Makoto Naegi e Nagito foram dublados por Megumi Ogata , na versão em inglês eles decidiram usar o mesmo ator: Bryce Papenbrook .

## Mídias

### Anime
Em dezembro de 2012, Kadokawa Shoten 's Newtype revista anunciou que haveria um anime da série de televisão do primeiro jogo, intitulado Danganronpa: The Animation , produzido por Lerche e dirigido por Seiji Kishi .  A série foi ao ar entre 4 de julho de 2013 e 26 de setembro de 2013 no bloco de programação Anime-ism da MBS . O volume final de Blu-ray / DVD, lançado em 26 de fevereiro de 2014, apresenta um episódio final estendido.
Uma segunda série de anime, intitulada Danganronpa 3: The End of Hope's Peak High School , foi ao ar entre julho e setembro de 2016. A série é dividida em duas partes simultaneamente; Side: Future , que serve como uma conclusão para o enredo de "Hope's Peak Academy", e Side: Despair , que serve como uma prequela para os dois primeiros jogos; Trigger Happy Havoc e Goodbye Despair . Seiji Kishi mais uma vez dirigiu a série em Lerche, enquanto Norimitsu Kaihō escreveu o roteiro. A série foi licenciada para transmissão simultânea pela Funimation. Uma animação em vídeo original intitulada Super Danganronpa 2.5: Komaeda Nagito para Sekai no Hakaisha , foi empacotada com Danganronpa V3 no Japão em 12 de janeiro de 2017.

### Música
As trilhas sonoras originais dos jogos e do anime são compostas por Masafumi Takada . A trilha sonora de Danganronpa: Trigger Happy Havoc foi lançada no Japão pela Sound Prestige Records em 14 de fevereiro de 2011, com o tema de encerramento, "Saisei -rebuild-" (再生 -rebuild- , Playback -rebuild- ) , interpretada por Megumi Ogata , que também é usado como tema de encerramento final do anime. A trilha sonora de Danganronpa 2: Goodbye Despair foi lançada em 31 de agosto de 2012. A trilha sonora de Danganronpa: The Animation foi lançada pela Geneon Universal Entertainmentem 28 de agosto de 2013. O tema de abertura da série de anime foi "Never Say Never", interpretado por TKDz2b com Jas Mace, Marchitect e Tribeca, cujo single foi incluído no primeiro volume de Blu-ray / DVD do anime lançado em 28 de agosto de 2013. O tema de encerramento é "Zetsubōsei: Hero Chiryōyaku" (絶望 性 ： ヒ ー ロ ー 治療 薬, Despairity : A Hero's Treatment ) de Susumu feat. Soraru, cujo single foi lançado em 4 de setembro de 2013. Também houve CDs dramáticos, bem como trilhas sonoras bônus incluídas nos lançamentos em edição limitada dos jogos.

### Aparição em outros jogos
Monokuma aparece em algum conteúdo para download para o RPG de Spike Chunsoft, Conception II: Children of the Seven Stars . Trajes de Monokuma e Monomi também aparecem nas versões japonesas de Terraria para PlayStation 3 e PlayStation Vita , publicadas pela Spike Chunsoft naquela região. Outro jogo Spike desenvolvido para o PlayStation Portable, Gachitora: The Roughneck Teacher in High School , permite que um jogador use uma fantasia de Monokuma se um arquivo salvo de Danganronpa estiver presente ao jogar Gachitora . Trajes de Makoto, Kyoko, Junko, Monokuma, Hajime, Chiaki, Nagito e Mikan, bem como um animal de estimação de Monomi aparecem como parte de um crossover com a NetEase sobrevivência jogo móvel Identity V . 

### Peças teatrais
A franquia teve uma peça teatral apelidada de Danganronpa The Stage 2016 (ダ ン ガ ン ロ ン パ THE STAGE 2016.) A peça segue Makoto Naegi enquanto ele e seus colegas devem se matar sem serem pegos pelos outros alunos. A peça apresenta todos os personagens do anime e do jogo. O jogo está localizado apenas no Japão. Uma peça de teatro baseada no anime Futuro Arc foi feita. Ele estreou em 20 de julho de 2018.

### Jogos
- Danganronpa: Trigger Happy Havoc (2010), lançado para PlayStation Portable, PlayStation Vita, Android, IOS, Microsoft Windows, MacOS, Linux e PlayStation 4.
- Danganronpa 2: Goodbye Despair (2012), lançado para PlayStation Portable, PlayStation Vita, Android, IOS, Microsoft Windows, MacOS, Linux e PlayStation 4.
- Danganronpa Another Episode: Ultra Despair Girls (Spin-Off, 2014), lançado para PlayStation Vita, PlayStation 4 e Microsoft Windows.
- Danganronpa V3: Killing Harmony (2017), lançado para PlayStation Vita, PlayStation 4 e Microsoft Windows.
- Danganronpa S: Ultimate Summer Camp (2021), lançado para Nintendo Switch no dia 3 de dezembro, tanto na coletânea Danganronpa Decadence quanto individualmente na loja virtual do console.[25]

Além desses 5 jogos, foram lançados Danganronpa: Monokuma Strikes Back (2012) e Danganronpa: Unlimited Battle (2015), dois jogos mobile para Android e IOS já descontinuados, além de uma tech demo para o PlayStation VR chamada Cyber Danganronpa VR: The Class Trial (2016). Foram lançadas duas coletâneas exclusivamente para o PS4 :  Danganronpa 1-2 Reload (2017), contendo Trigger Happy Havoc e Goodbye Despair, e Danganronpa Trilogy (2019), que contava com os dois primeiros jogos e Killing Harmony.

## Recepção

### Vendas
A série foi um sucesso comercial. Em 7 de novembro de 2018, a série de jogos vendeu mais de 930.000 unidades no Japão. O jogo Danganronpa mais vendido no Japão é Danganronpa: Trigger Happy Havoc , que vendeu um total de 258.250 unidades no PlayStation Portable . Na Europa e nos Estados Unidos, as vendas combinadas dos dois primeiros jogos no PlayStation Vita, Trigger Happy Havoc e Goodbye Despair, ultrapassaram 200.000 cópias vendidas em abril de 2015. Spike Chunsoft relatou em março de 2018 que os dois cada um dos jogos vendeu 200.000 unidades adicionais através da Steam . Em 2020, a série atingiu 3,5 milhões de cópias vendidas em todo o mundo.

### Resposta da crítica
USGamer afirmou que a popularidade por trás de Danganronpa não vem apenas do enredo e da jogabilidade, mas também dos "personagens malucos e multifacetados" baseados em quão expressivos e distintos eles são. A tensão provocada pelos julgamentos foi considerada a parte mais importante da jogabilidade, já que o jogador se sente confuso sobre qual personagem poderia ter sido o assassino de um caso. A mídia se concentrou no estilo de arte e no design dos personagens, que eles sentiram que ajudaram a distinguir facilmente os personagens e desfrutar de suas interações com os protagonistas. Um grande elogio em relação à narrativa são as reviravoltas reveladas por meio de julgamento de classe, como o verdadeiro personagem de Nagito Komaeda em Goodbye Despair ou a última ação de Kaede Akamatsu em Killing Harmony . Isso também levou a artigos focados nos personagens mais fortes do jogo com base na inteligência ou no papel principal na série. No entanto, os julgamentos frequentemente receberam críticas por serem fáceis de resolver. 
O elenco em geral foi bem recebido, com vários deles sendo frequentemente virando objeto de cosplay com base em seus designs distintos, sendo os mais favoritos Junko Enoshima e o mascote da série Monokuma .  Em novembro de 2019, uma fantasia de Monokuma criou polêmica em Austin, Texas, depois que a drag queen Erika Klash foi negada a entrada em um Whataburger vestida como o personagem, após atuar como personagem no Austin International Drag Festival no clube Elysium por cinco anos. Klash mais tarde recebeu um pedido de desculpas de um representante da Whataburger sobre o incidente, tanto pessoalmente quanto no Twitter . A revelação do verdadeiro gênero de um personagem no primeiro jogo recebeu recepção mista de alguns críticos, que chamaram a descoberta de "um artifício de enredo barato".  O diretor de anime Tomohisa Taguchi ficou impressionado com o trabalho de Kodaka em Danganronpa e isso o inspirou a fazer um novo trabalho juntos: o anime Akudama Drive.

## Linha do Tempo
Na linha de tempo temos inicialmente a animação de 2016; Danganronpa 3: The End of Hope's Peak High School a qual é dividida em dois arcos, Future arc e Despair arc em que Despair arc é o primeiro título, seguido pelo primeiro jogo e sua adaptação para TV; Danganronpa: The Animation Em seguida temos o Spin-off Danganronpa Another Episode: Ultra Despair Girls, Danganronpa 2: Goodbye Despair, Danganronpa 3: Future arc e New Danganronpa V3: Killing Harmony.